# Théorème de Hobby-Rice
En mathématiques, et en particulier dans le problème du partage d'un collier, le théorème de Hobby-Rice est un résultat utile pour établir l'existence de certaines solutions. Il a été prouvé en 1965 par Charles R. Hobby et John R. Rice ; une démonstration plus simple a été donnée en 1976 par Allan Pinkus.

## Notations
Étant donné un entier n, une partition de l'intervalle [0,1] est ici par définition une suite de nombres réels qui divisent l'intervalle en {\displaystyle n+1} sous-intervalles :
{\displaystyle 0=z_{0}<z_{1}<\dotsb <z_{n}<z_{n+1}=1}.
Une partition signée est par définition une partition dans laquelle à chaque sous-intervalle {\displaystyle i} est associé un signe {\displaystyle \delta _{i}\in \left\{+1,-1\right\}}

## Énoncé
Théorème de Hobby-Rice — Pour tout ensemble 
{\displaystyle g_{1},\dotsc ,g_{n}\colon [0,1]\longrightarrow \mathbb {R} }
de n fonctions continument intégrables, il existe une partition signée de l'intervalle {\displaystyle [0,1]} telle que :
{\displaystyle \sum _{i=1}^{n+1}\delta _{i}\!\int _{z_{i-1}}^{z_{i}}g_{j}(z)\,dz=0\ } pour {\displaystyle \ 1\leq j\leq n.}
Autrement dit, pour chacune des n fonctions, son intégrale sur les sous-intervalles positifs est égale à son intégrale sur les sous-intervalles négatifs.

## Application au partage équitable
Le théorème a été appliqué par Noga Alon dans le cadre du partage d'un collier en 1987.
Supposons que l'intervalle [0,1] est un gâteau à partager de façon équitable entre n personnes ; chacune des n fonctions est la fonction de densité d'une personne. On veut partager le gâteau en deux parts de sorte que les personnes considèrent toutes que les parts ont la même valeur. Ce défi du partage équitable est parfois appelé le problème de la réduction de moitié du consensus. Le théorème de Hobby-Rice implique que le partage est réalisable en n coupes.

## Articles liés
- Théorème du sandwich au jambon
- Partage équitable
- Division par consensus (en)